# Llyn Celyn
Llyn Celyn est un lac de barrage situé dans le comté de Gwynedd, au pays de Galles. Il est alimenté par la Tryweryn (en), l'un des principaux affluents de la Dee.

## Histoire
Le lac est créé en 1965 pour l'alimentation en eau potable de la ville de Liverpool et de la péninsule de Wirral, en Angleterre. Sa création entraîne la destruction du village gallois Capel Celyn (en). Elle suscite une forte opposition au pays de Galles et encourage l'émergence du nationalisme gallois, symbolisé par le slogan Cofiwch Dryweryn, « souvenez-vous de Tryweryn, ».